# Diego Martín (futbolista chileno)
Diego Arturo Martín Bravo (Providencia Chile, 28 de septiembre de 1999) es un futbolista profesional chileno que se desempeña como Defensa y actualmente milita en General Velásquez de la Segunda División Profesional de Chile.

## Trayectoria
Oriundo de la Comuna de Providencia, Martín desarrolló todas sus divisiones inferiores en Universidad Católica, llegando a formar parte del primer equipo en 2018, bajó la dirección técnica de Beñat San José.
Tras no ver minutos en el plantel profesional y dejar de contar para el nuevo técnico cruzado Gustavo Quinteros, Martín es cedido a Deportes Recoleta en 2019, y en 2020, tras ser finiquitado por Universidad Católica, firma como jugador libre con el conjunto recoletano.
En el año 2021, Martín es anunciado como refuerzo de Deportes Temuco, de la Primera B de Chile.
En julio de 2022, es anunciado como nuevo refuerzo de General Velásquez de la Segunda División Profesional de Chile.

## Estadísticas
| Club                      | Div.       | Temporada  | Liga  | Liga  | Copas nacionales | Copas nacionales | Torneos internacionales | Torneos internacionales | Total | Total |
| Club                      | Div.       | Temporada  | Part. | Goles | Part.            | Goles            | Part.                   | Goles                   | Part. | Goles |
| ------------------------- | ---------- | ---------- | ----- | ----- | ---------------- | ---------------- | ----------------------- | ----------------------- | ----- | ----- |
| Deportes Recoleta · Chile | 3ª         |            |       |       |                  |                  |                         |                         |       |       |
| Deportes Recoleta · Chile | 3ª         | 2019       | 2     | 0     | —                | —                | —                       | —                       | 2     | 0     |
| Deportes Recoleta · Chile | 3ª         | 2020       | 21    | 1     | —                | —                | —                       | —                       | 21    | 1     |
| Deportes Recoleta · Chile | Total club | Total club | 23    | 1     | 0                | 0                | 0                       | 0                       | 23    | 1     |
| Deportes Temuco · Chile   | 2ª         | 2021       | 1     | 0     | —                | —                | —                       | —                       | 1     | 0     |
| Deportes Temuco · Chile   | Total club | Total club | 1     | 0     | 0                | 0                | 0                       | 0                       | 1     | 0     |
| General Velásquez · Chile | 3ª         | 2022       | 3     | 0     | —                | —                | —                       | —                       | 0     | 0     |
| General Velásquez · Chile | Total club | Total club | 3     | 0     | 0                | 0                | 0                       | 0                       | 3     | 0     |
| Total                     | Total      | Total      | 27    | 1     | 0                | 0                | 0                       | 0                       | 27    | 1     |
| 1.                        |            |            |       |       |                  |                  |                         |                         |       |       |